# Rõuge Liinjärv
Liinjärv (est. Liinjärv (Rõuge Liinjärv)) – jezioro w Estonii, w prowincji Võrumaa, w gminie Rõuge. Należy do pojezierza Haanja (est. Hannja järved). Położone jest we wschodniej części Rõuge. Ma powierzchnię 3,7ha, linię brzegową o długości 909 m, długość 370 m i szerokość 150 m. Przepływa przez nie rzeka Rõuge jõgi. Sąsiaduje m.in. z jeziorami Rõuge Ratasjärv, Rõuge Valgjärv, Kaussjärv, Rõuge Suurjärv, Tõugjärv, Kahrila. Położone jest na terenie obszaru chronionego krajobrazu Haanja (est. Haanja looduspark).